# Galerie des Glaces
La galerie des Glaces ou Grande Galerie est une galerie de grand apparat de style baroque située dans le château de Versailles, dont elle est l'une des pièces emblématiques. Conçue et construite de 1678 à 1684 par l'architecte Jules Hardouin-Mansart, elle était alors destinée à illustrer le pouvoir du monarque absolu Louis XIV et à éblouir ses visiteurs, par son ornementation, par sa riche iconographie composée par Charles Le Brun et par ses dimensions inédites. Longue de 73 m, large de 10,50 m, la galerie est revêtue de 357 glaces, soit 21 glaces à chacune des 17 arches faisant face à 17 fenêtres. Située au premier étage du corps central du château, elle fait face, à l'ouest, aux jardins de Versailles, dont elle achève la perspective.

## La construction

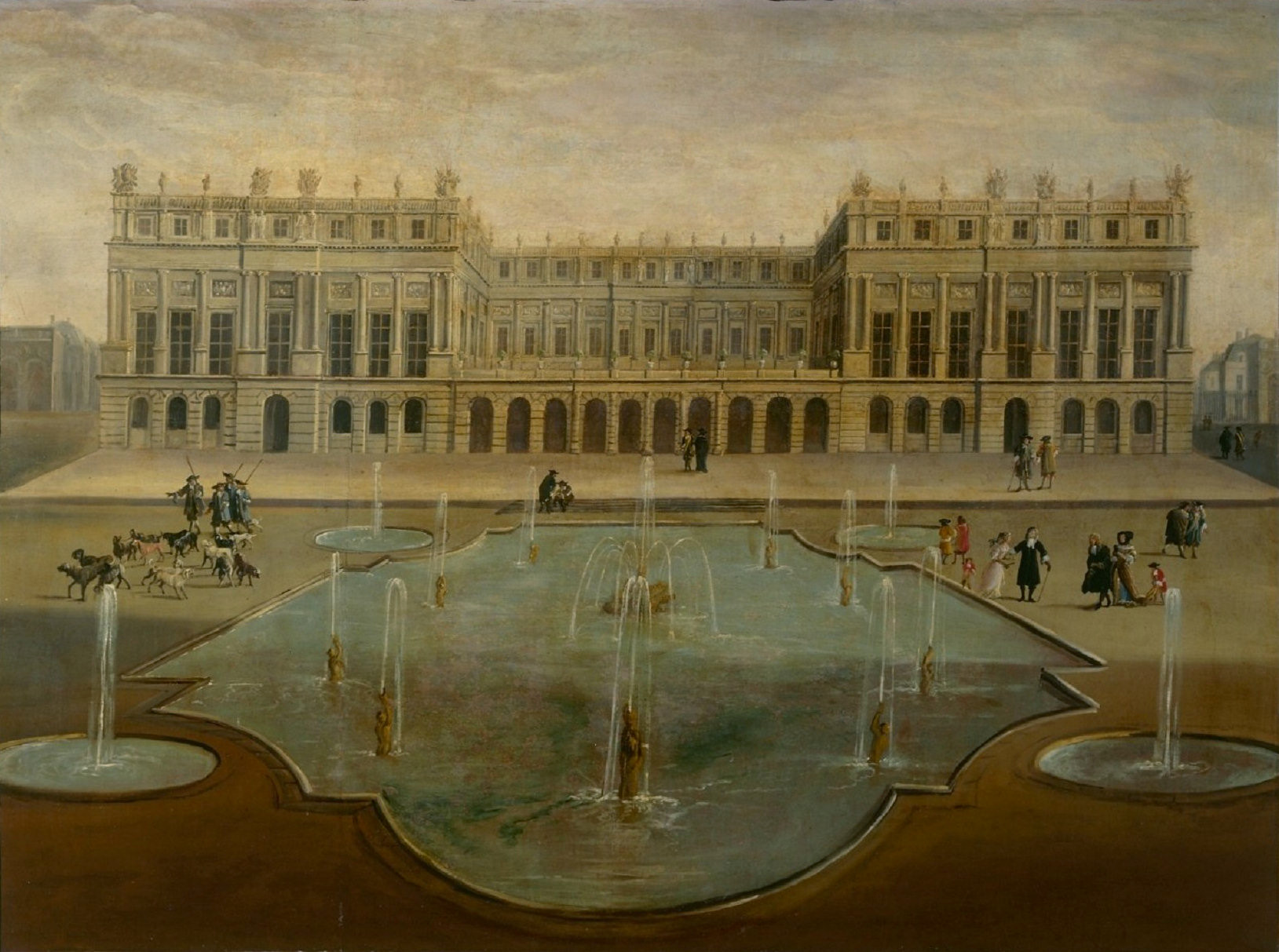
La façade ouest du château avant la construction de la galerie.

Plusieurs galeries ont pu servir de modèles ou de préalables :
- la galerie dorée de l'hôtel de La Vrillière (1640),
- la galerie d'Apollon du château de Saint-Cloud (1660),
- la galerie d'Apollon du palais du Louvre (1661),
- la galerie du château de Clagny de Madame de Montespan (favorite de Louis XIV) à Clagny-Glatigny (aujourd'hui un des huit quartiers de la ville de Versailles), construite par Jules Hardouin-Mansart.

Le projet est présenté au roi Louis XIV par Hardouin-Mansart en 1678. Les travaux débutent l'année même à l'emplacement d'une terrasse, dont on peut encore voir les vestiges dans les combles au-dessus des voûtes, donnant sur la façade ouest du château de Louis XIII qui reliait les deux ailes (abritant les grands appartements) que Louis Le Vau fit construire au nord et au sud de celui-ci afin de l'envelopper. À la suite de la construction de cette galerie, plus aucune façade du vieux château ne donnera donc sur le parc ni le jardin. La galerie prend également la place, aux extrémités, de deux cabinets du Grand Appartement du Roi et deux cabinets du Grand Appartement de la Reine.
Le peintre et décorateur Charles Le Brun en entreprend la décoration en 1680. La Galerie est inaugurée en 1684.

## Description
La galerie des Glaces est située dans l'alignement du Tapis vert, entre les salons de la Guerre et de la Paix, ces derniers donnant respectivement accès aux grands appartements du roi et de la reine.

### Les glaces

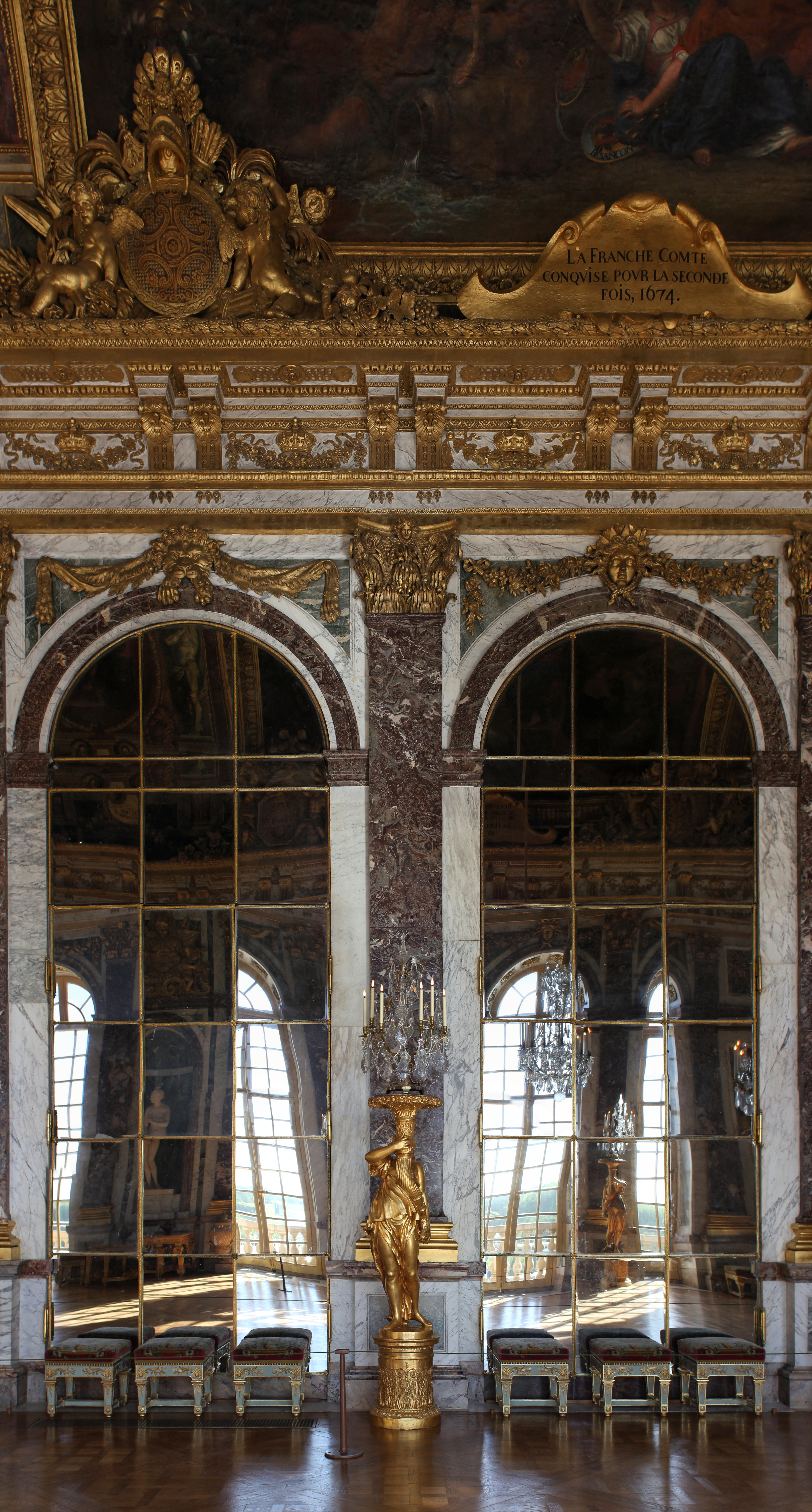
Glaces de la galerie des Glaces.

Par ses dimensions exceptionnelles — 73 mètres de long, 13 mètres de large et 12,5 mètres de hauteur —, la profusion et la taille de ses 357 glaces, la galerie est un véritable événement au XVIIe siècle. On y affirme les capacités de la manufacture des Glaces créée par Colbert (qui deviendra plus tard Saint-Gobain) en 1665 pour combattre la prééminence de Venise dans cette technique. En un temps où le plus petit miroir coûte très cher, les ouvriers français parviennent à fabriquer des miroirs d'une dimension et d'une qualité exceptionnelles, permettant à Colbert d'interdire dès 1672 l'importation des produits vénitiens. Les glaces furent faites à La Glacerie, une fabrique de verre et de glace, située au sud de Cherbourg.
Les dix-sept fenêtres cintrées donnent naissance à autant d'arcades ornées de miroirs tenus par des baguettes et des cabochons de bronze ciselé. Les arcades sont surmontées alternativement par une tête d'Apollon et de la dépouille du lion de Némée.

« La galerie des Glaces est un coup de génie de Mansart. S'inspirant des cabinets de glaces, l'architecte en bouleverse l'échelle et les effets : les passants sont pris à se refléter alors que l'image des parterres et du jardin se multiplie autour d'eux, mille fois rendue par ces murs de miroirs de taille exceptionnelle. »

— Emmanuelle Lequeux, Le Jeu royal des illusions.

### Les peintures
Le plafond est décoré de près de 1 000 m2 de peintures de l'atelier de Charles Le Brun illustrant les réalisations des dix-huit premières années du règne personnel de Louis XIV. Elles mettent en scène le roi lui-même en trente grandes compositions. La moitié de la surface se compose de toiles marouflées (c'est-à-dire collées sur la voûte après avoir été exécutées). Ces dernières concernent les scènes les plus prestigieuses et ont été peintes par Le Brun lui-même, âgé de 60 ans au début des travaux. L'autre moitié est peinte directement sur la voûte.
La grande peinture centrale représente le premier épisode : Louis XIV se détourne des plaisirs et des jeux pour commencer à exercer son pouvoir personnellement. Les autres peintures représentent les épisodes de la guerre de Hollande, représentée de manière à peu près chronologique dans les grands tableaux en partant du salon de la Guerre et, dans les médaillons, ceux de la guerre de Dévolution ainsi que les réformes entreprises par le roi.
Le mobilier et de nombreuses statues qui la décoraient à l'origine furent dispersés à la Révolution. Aujourd'hui, la galerie est présentée telle qu'elle fut agencée pour le mariage du Dauphin et de la Dauphine en 1770 : les futurs Louis XVI et Marie-Antoinette.

Plafonds peints de la galerie des Glaces, par Charles Le Brun
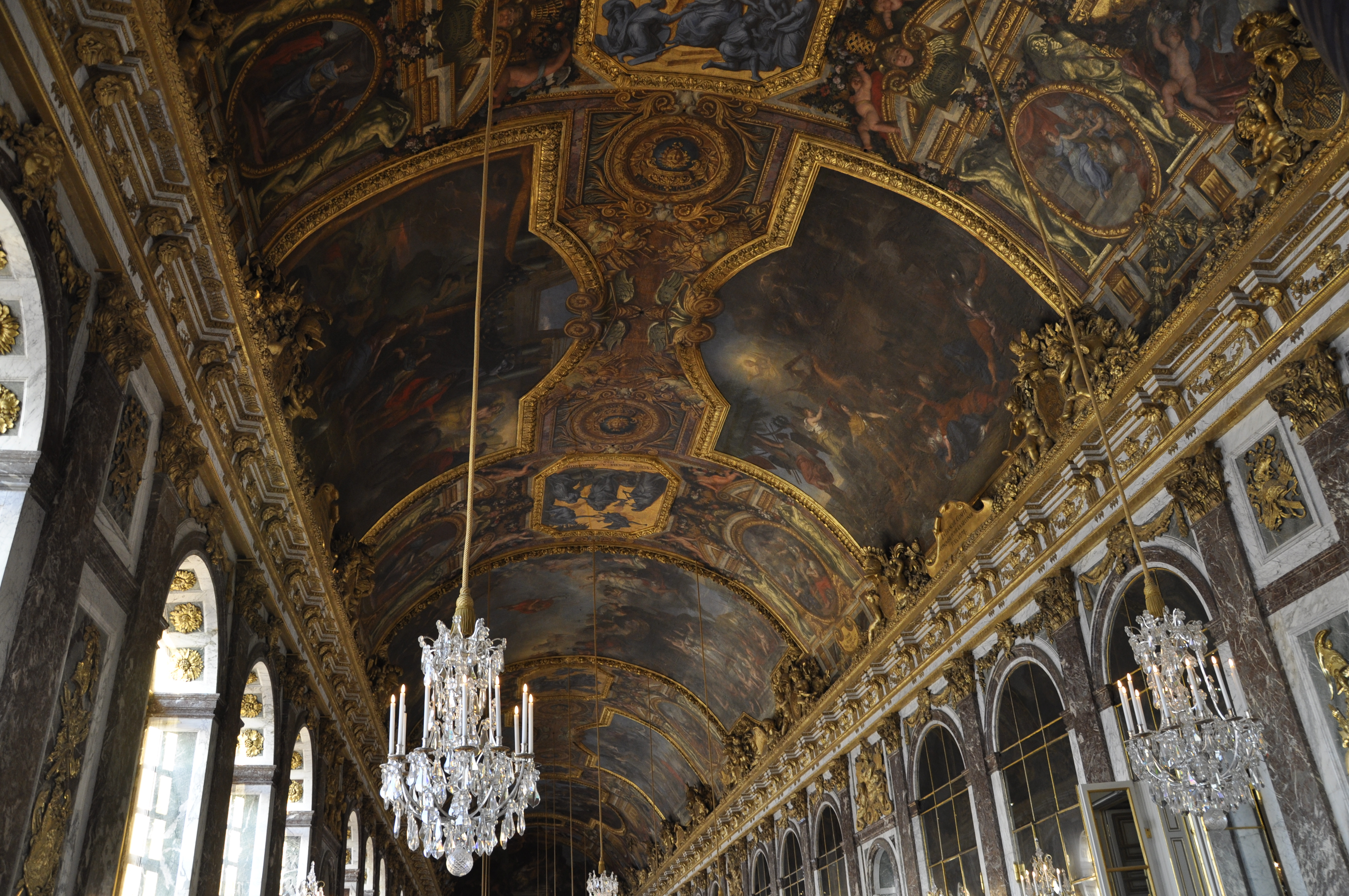
Vue d'ensemble des peintures.
Détail du plafond peint par Charles Le Brun: Le Roi gouverne par lui-même, 1661.
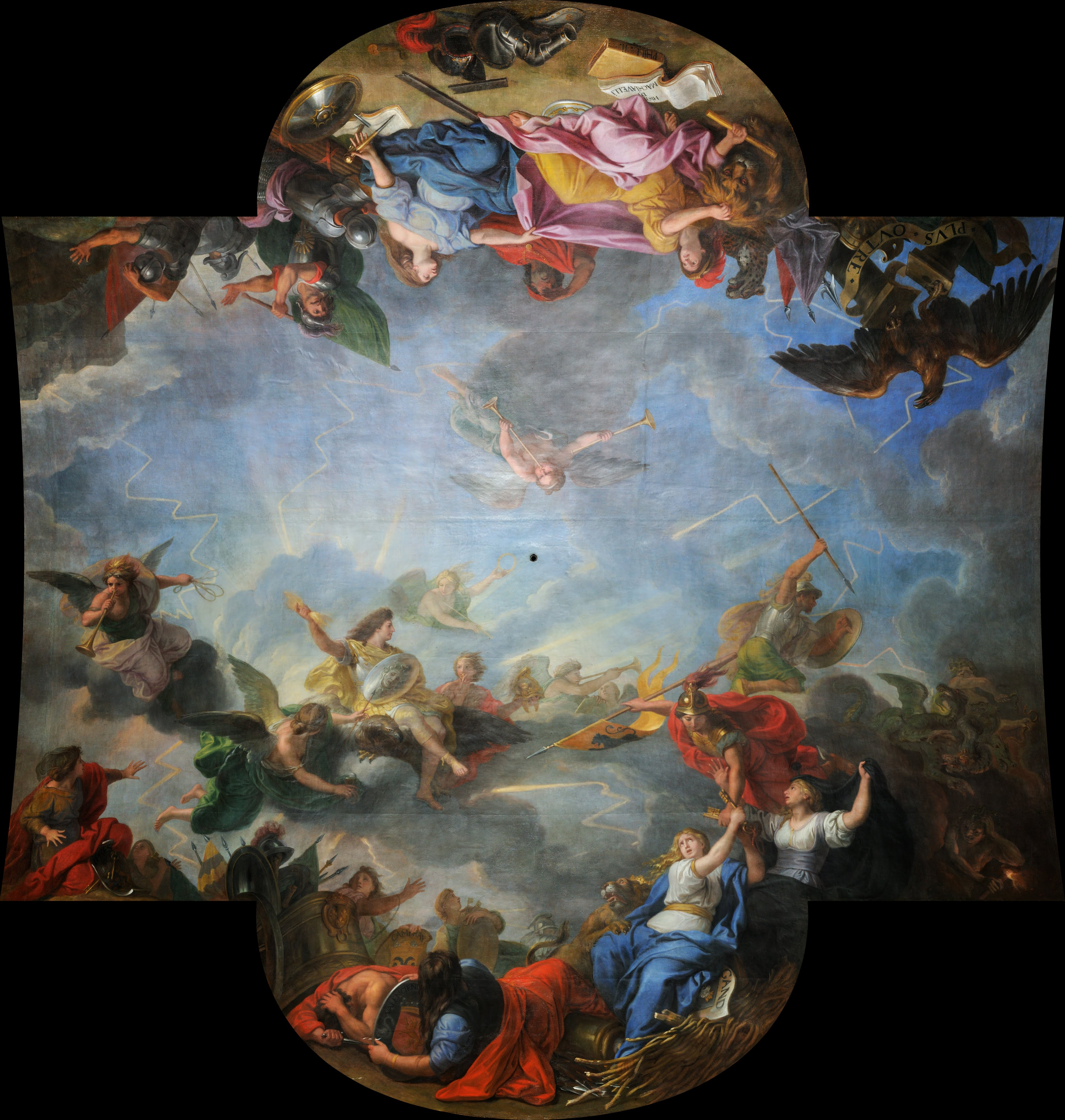
Prise de la ville et de la citadelle de Gand en six jours, 1678.
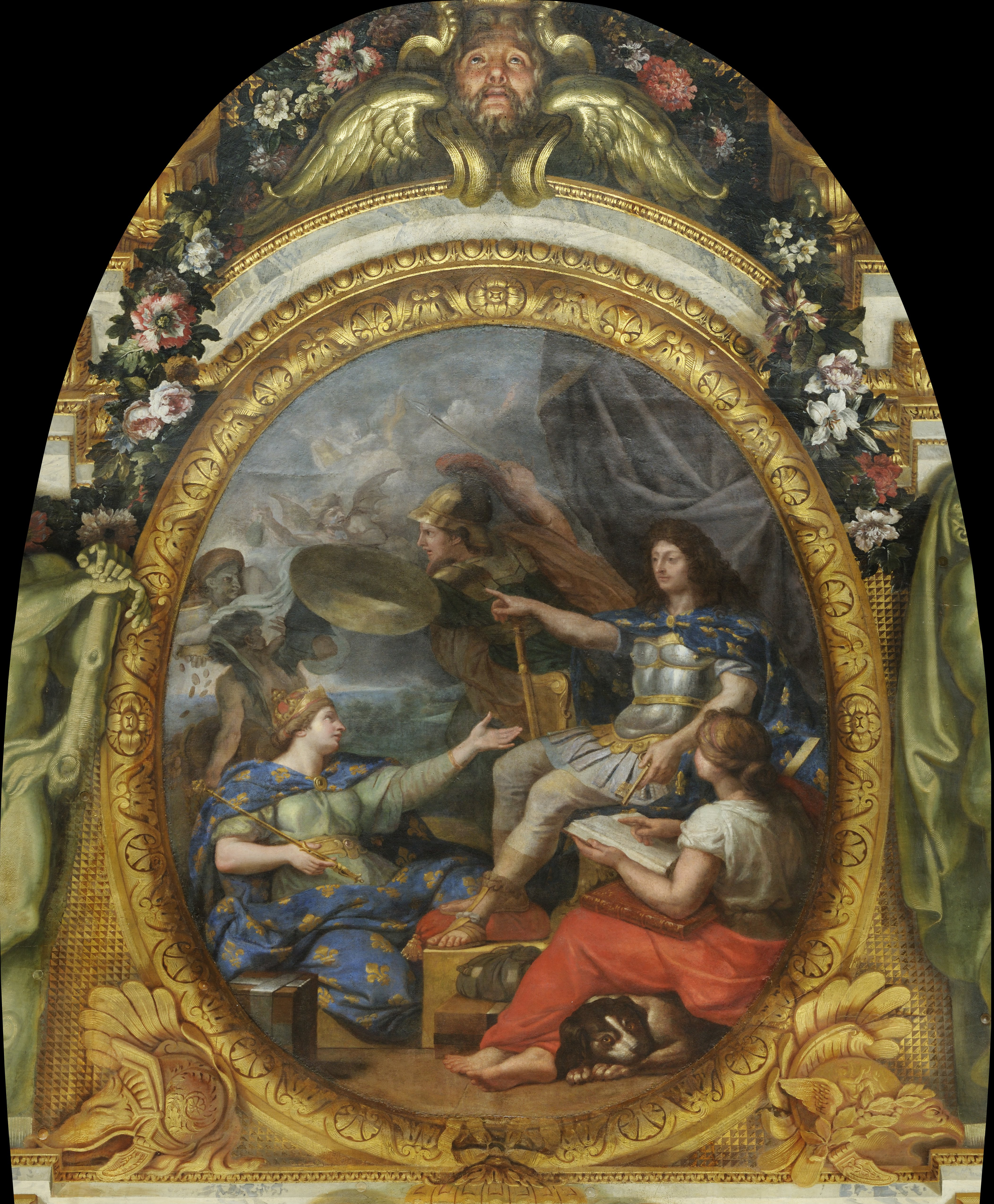
L'Ordre rétabli dans les finances, 1662.
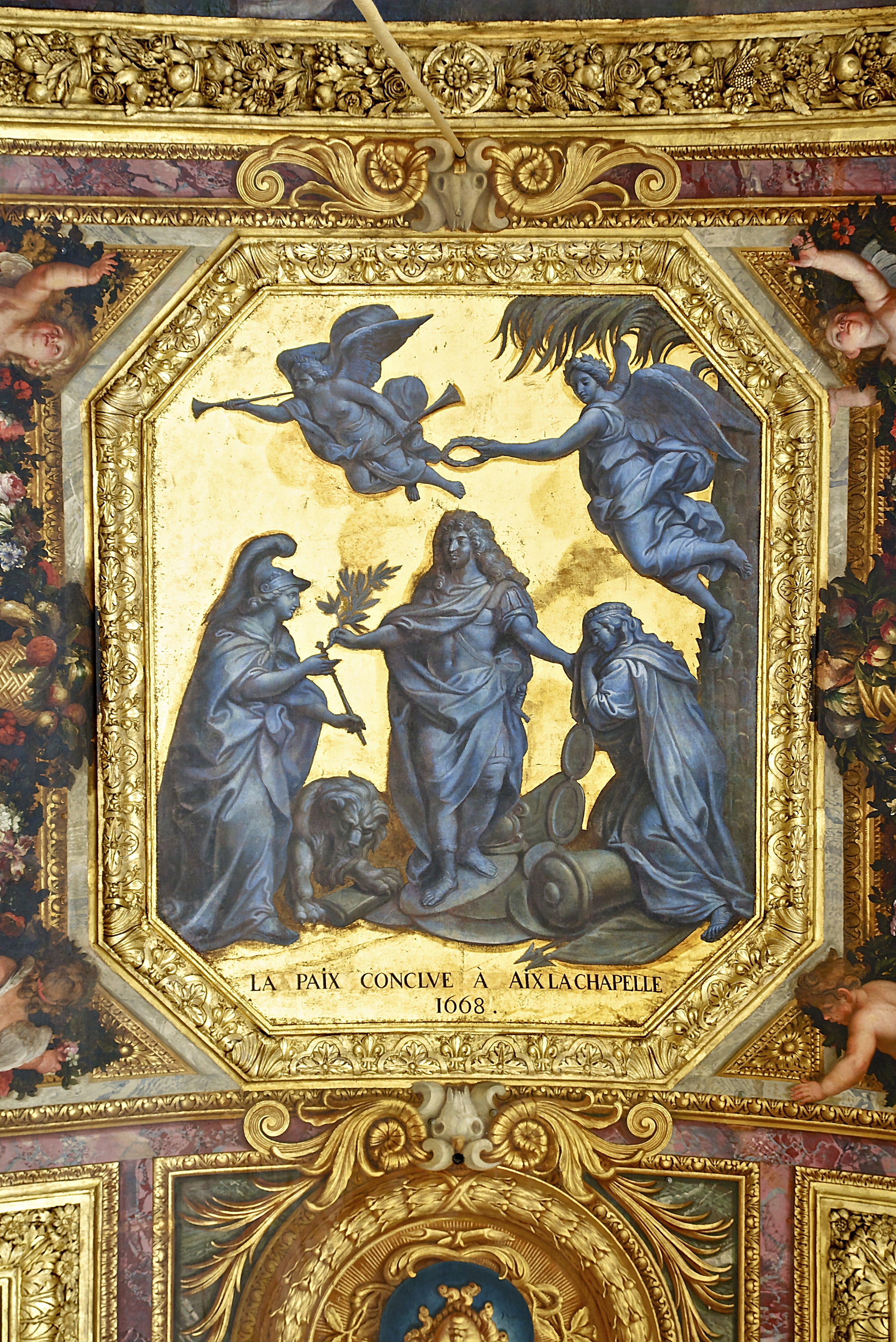
Paix conclue à Aix-la-Chapelle, 1668.
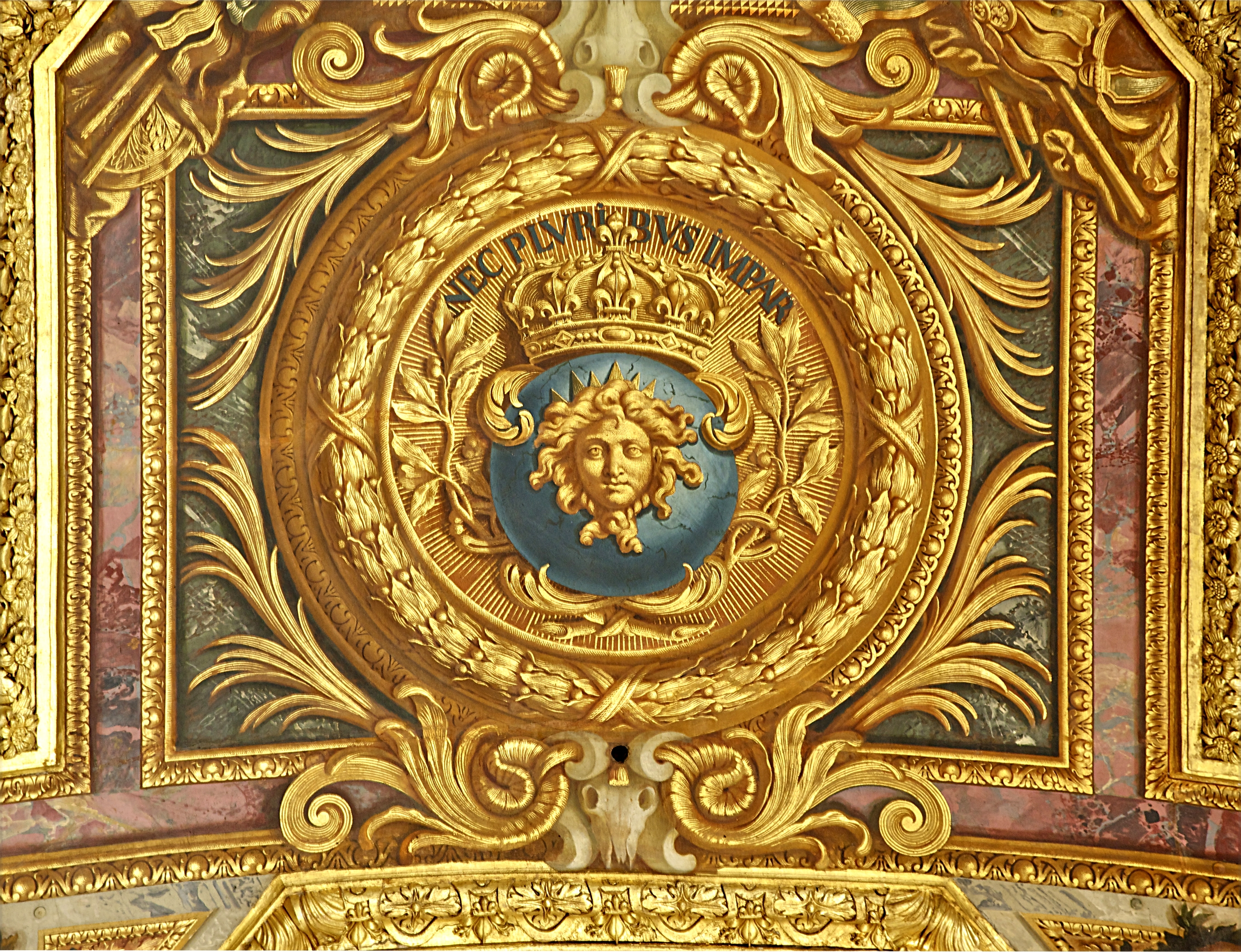
Représentation de Louis XIV en roi soleil, avec sa devise (Nec Pluribus Impar : Non pareil à la multitude).
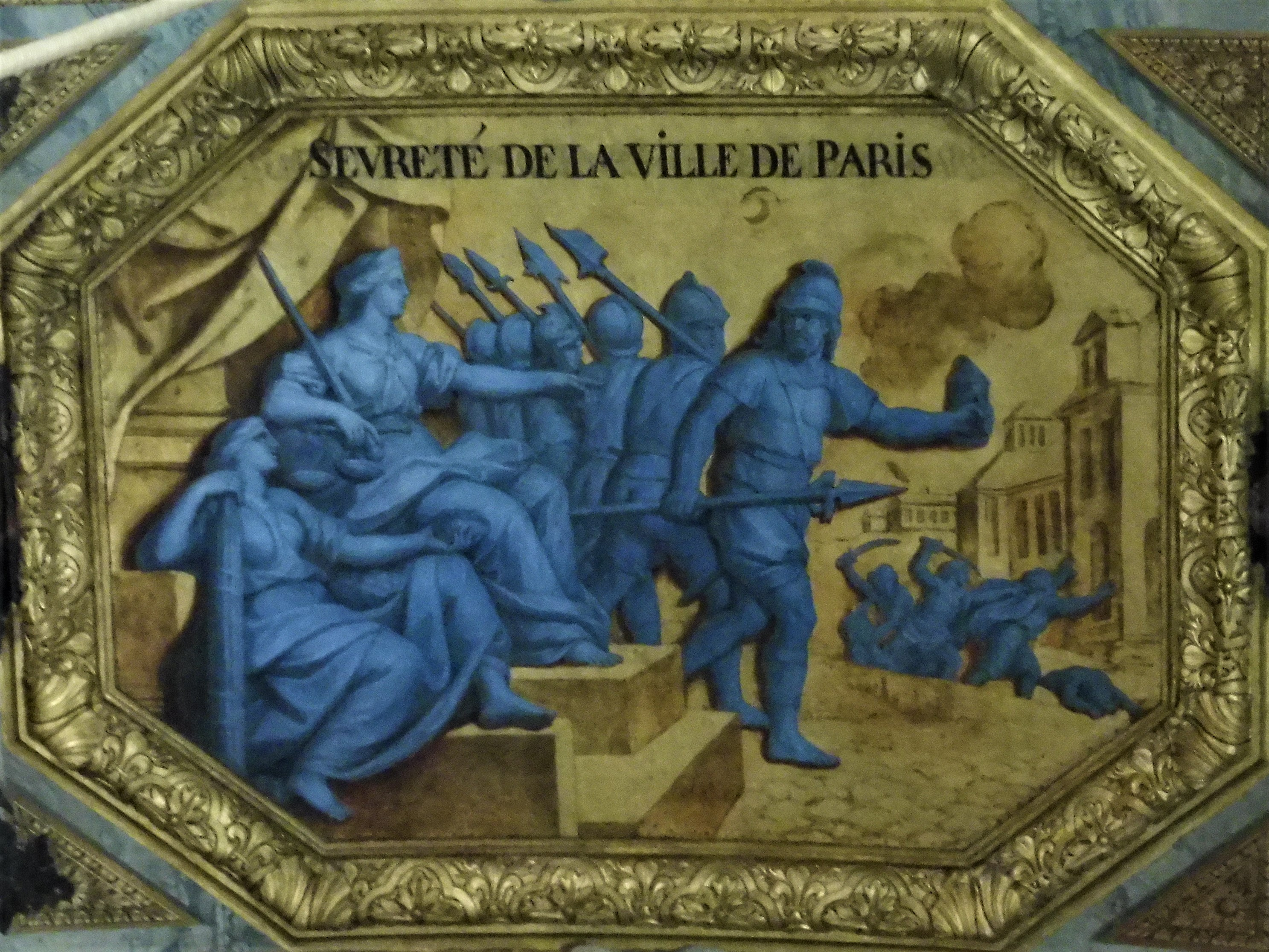
Sûreté de la ville de Paris.
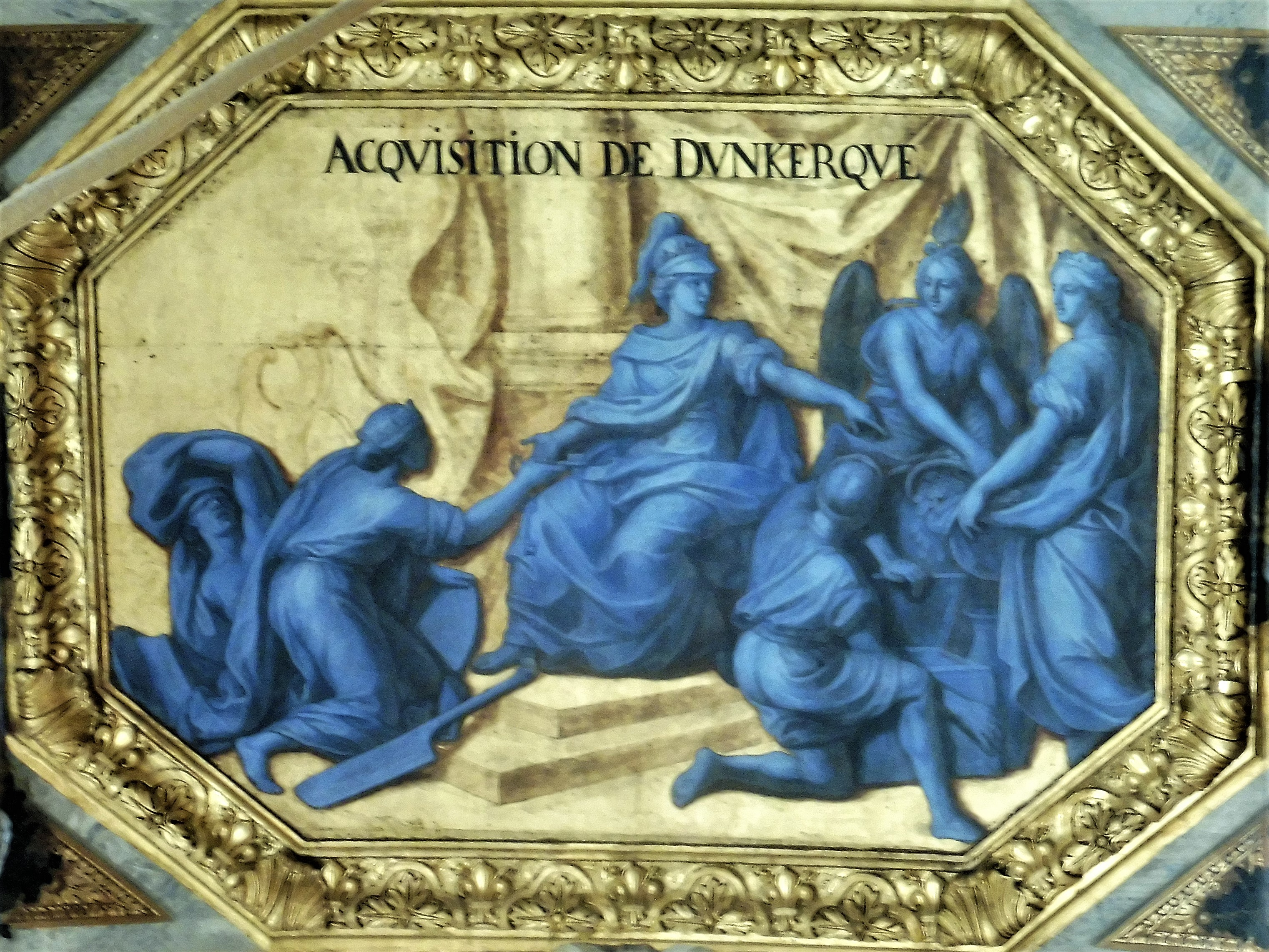
Acquisition de Dunkerque.

### Les sculptures
Les chapiteaux des pilastres de marbre de Rance sur fond de marbre blanc sont ornés d'une fleur de lys et de coqs gaulois qui rappellent l'ordre français imaginé par Le Brun. Les trophées en bronze doré, qui ornent les trumeaux en marbre vert de Campan, ont été ciselés par l'orfèvre Pierre Ladoyreau.
Les huit bustes d'empereurs romains, en marbre et porphyre, accompagnaient huit statues, dont sept antiques acquisent par Louis XIV : Germanicus, Vénus d'Arles, L. Quintius Cincinnatus,Bacchus, Vénus pudique, Uranie, Vestale et Diane de Versailles. Cette dernière, déplacée au Louvre en 1798, était remplacée par une Diane sculptée par Frémin pour les jardins du château de Marly jusqu'à la restauration de la galerie des Glaces de 2004-2007 où elle est à son tour remplacée par un moulage de la Diane de Versailles en marbre reconstitué,.
| Vénus d'Arles |
| Vénus d'Arles |

| Germanicus |
| Germanicus |

| Diane d'Éphèse |
| Diane d'Éphèse |

| Bacchus |
| Bacchus |

| Vénus pudique |
| Vénus pudique |

| Uranie |
| Uranie |

| Vestale |
| Vestale |

| L. Quintius Cincinnatus |
| L. Quintius Cincinnatus |

.

## La galerie des Glaces, lieu d'histoire

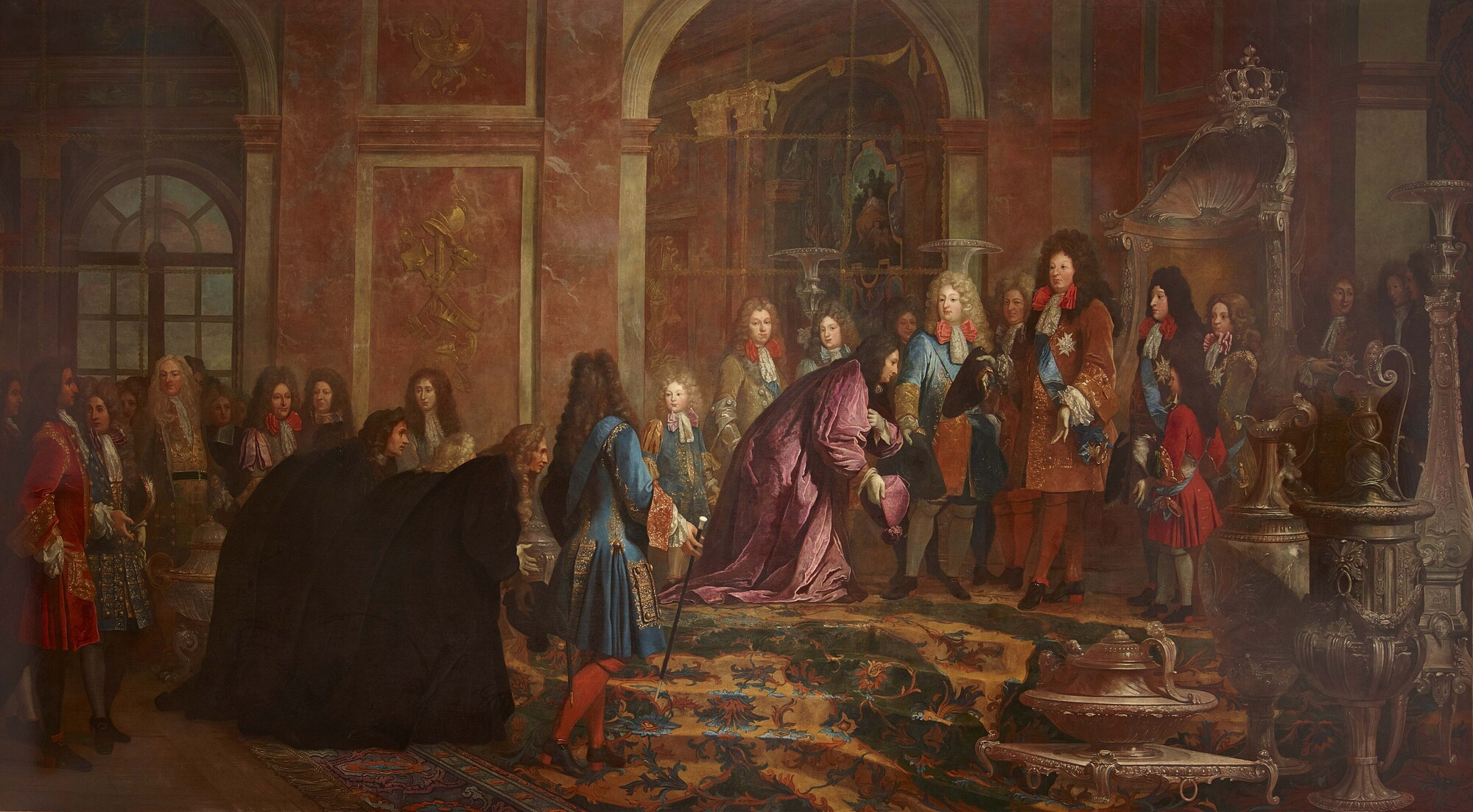
Réparation faite à Louis XIV par le doge de Gênes le 15 mai 1685, dans la galerie des Glaces.

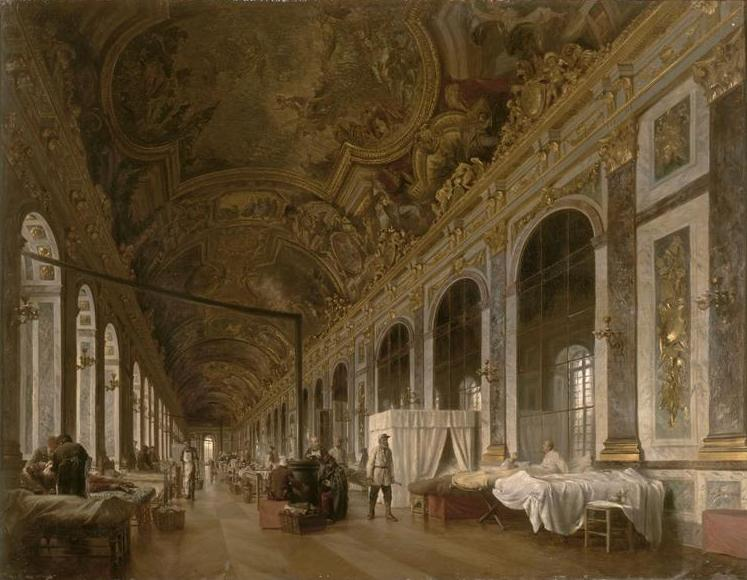
La galerie transformée en hôpital militaire pendant la guerre franco-prussienne de 1870.

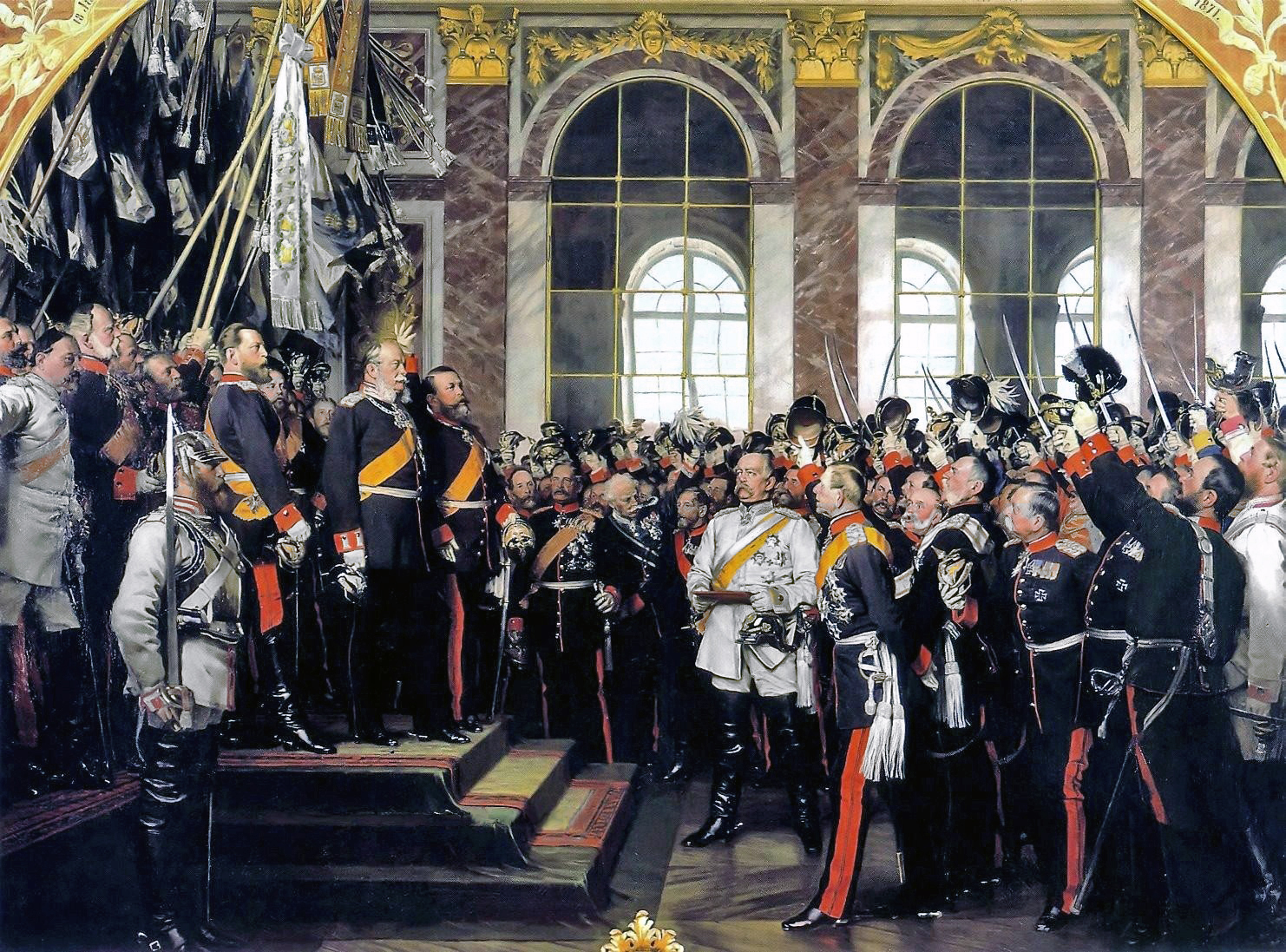
Proclamation de l'Empire allemand par l'empereur Guillaume Ier le 18 janvier 1871.

Durant le règne de Louis XIV, la galerie est essentiellement un lieu de passage, le roi préférant recevoir les invités de marque dans les salons des grands appartements. Plusieurs audiences y ont été cependant accordées, dont celle au doge de Gênes en 1685, aux ambassadeurs du Siam en 1686 et à ceux du shah de Perse en 1715. Louis XV y reçut également l'ambassade du roi Mahmud Ier de Turquie en 1742. Anecdotiquement, la galerie vit l'arrestation du Grand aumônier de France, l'imprudent Cardinal de Rohan, en 1785, avant son incarcération à la Bastille (épilogue de l'affaire du collier de la reine).
La galerie des Glaces a été également le cadre de grandes festivités comme le mariage du dauphin futur Louis XVI avec Marie-Antoinette d'Autriche en 1770, la réception par le général de Gaulle du président John Fitzgerald Kennedy et de son épouse, celle donnée en l'honneur du dernier Shah d'Iran Mohammad Reza Pahlavi par Valéry Giscard d'Estaing en 1974 ou l'invitation des représentants du « G7 » par le président François Mitterrand du 4 au 6 juin 1982. Le président Emmanuel Macron y reçoit le 20 septembre 2023 le roi Charles III d'Angleterre en visite d'état lors d'un dîner où sont également conviées 150 personnalités. Lien

### La revanche de l'Allemagne
C'est symboliquement dans la galerie des Glaces, en référence aux guerres et annexions menées par Louis XIV en Allemagne qu'illustrent les décors peints (notamment le passage du Rhin, 1672), que fut proclamée la création de l'Empire allemand après la défaite française de la guerre franco-prussienne de 1870. L'accession au nouveau trône impérial de son premier empereur, Guillaume Ier a lieu le 18 janvier 1871, devant l'assemblée des princes allemands et le chancelier Otto von Bismarck véritable architecte politique de l'Empire.

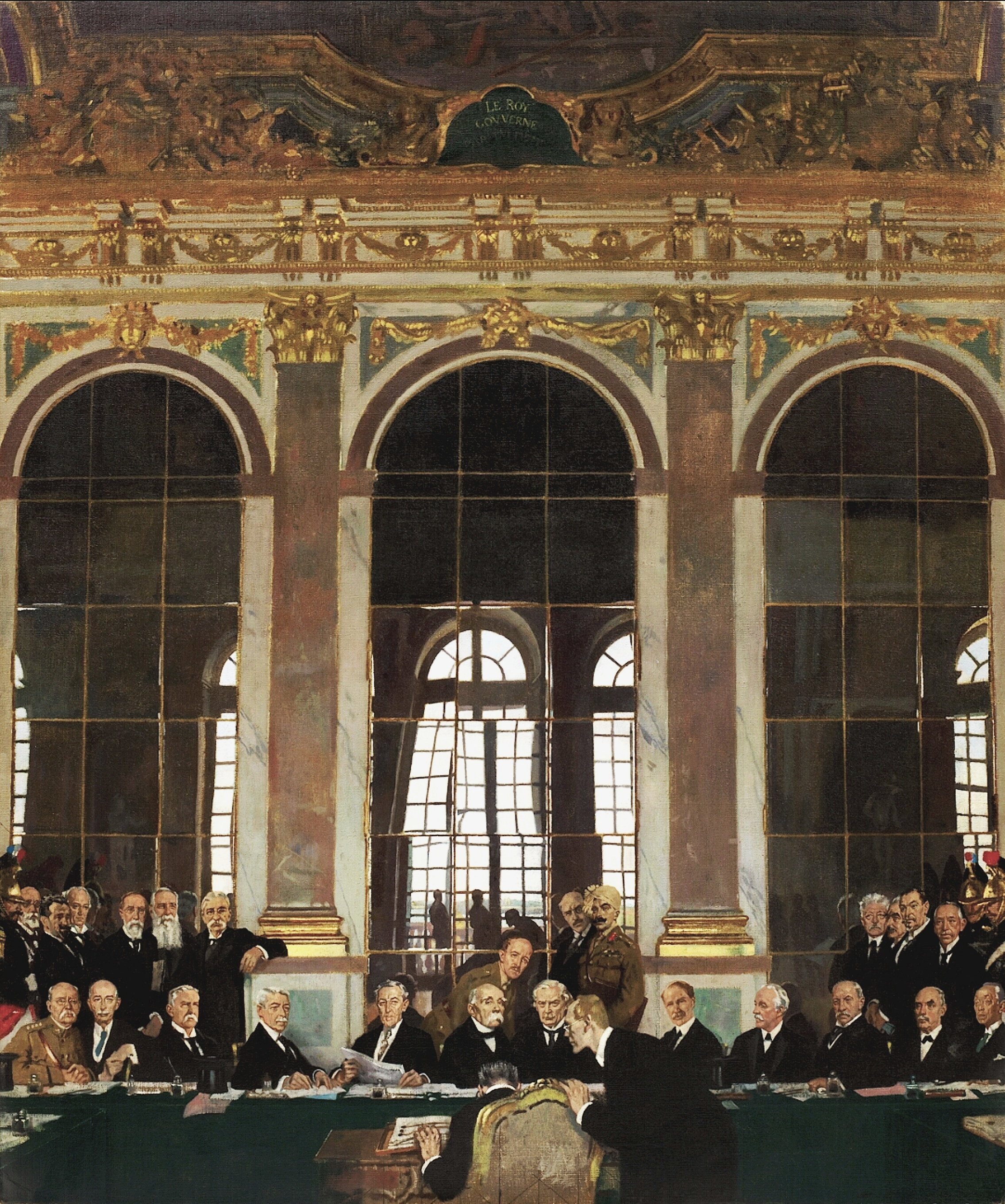
La signature du traité de Versailles, le 28 juin 1919.

La nouvelle Allemagne annexe l'Alsace et une partie de la Lorraine et va dominer le continent pour trente ans. La chute de Napoléon III va précipiter le soulèvement de la Commune de Paris, son écrasement dans la Semaine sanglante et l’avènement des conservateurs de la Troisième République. L'humiliation de cette défaite va exacerber le militarisme et le patriotisme français jusqu'à la Première Guerre mondiale, qui sonnera l'heure de la revanche pour la France.

### La deuxième revanche
Dans cet esprit de revanche, c'est donc dans la galerie des Glaces que fut signé entre les Alliés et les représentants de la toute jeune démocratie allemande, le traité de Versailles mettant fin à la Première Guerre mondiale, et redessinant les frontières de l'Europe et des colonies, le 28 juin 1919. C'est l'humiliation du « diktat de Versailles », qui fut l'un des outils politiques d'Adolf Hitler pour sa montée au pouvoir contre les démocrates de la république de Weimar, et le réarmement de l'Allemagne nazie pour écraser la France en 1940.

### Seconde Guerre mondiale
À l'automne 1939, au début de la Seconde Guerre mondiale, par crainte des bombardements, les entrées de la galerie sont murées et ses fenêtres obturées. Sous l'Occupation, les Allemands en visite s'y photographient puis, à la Libération, les troupes alliées.

## Les restaurations de la galerie

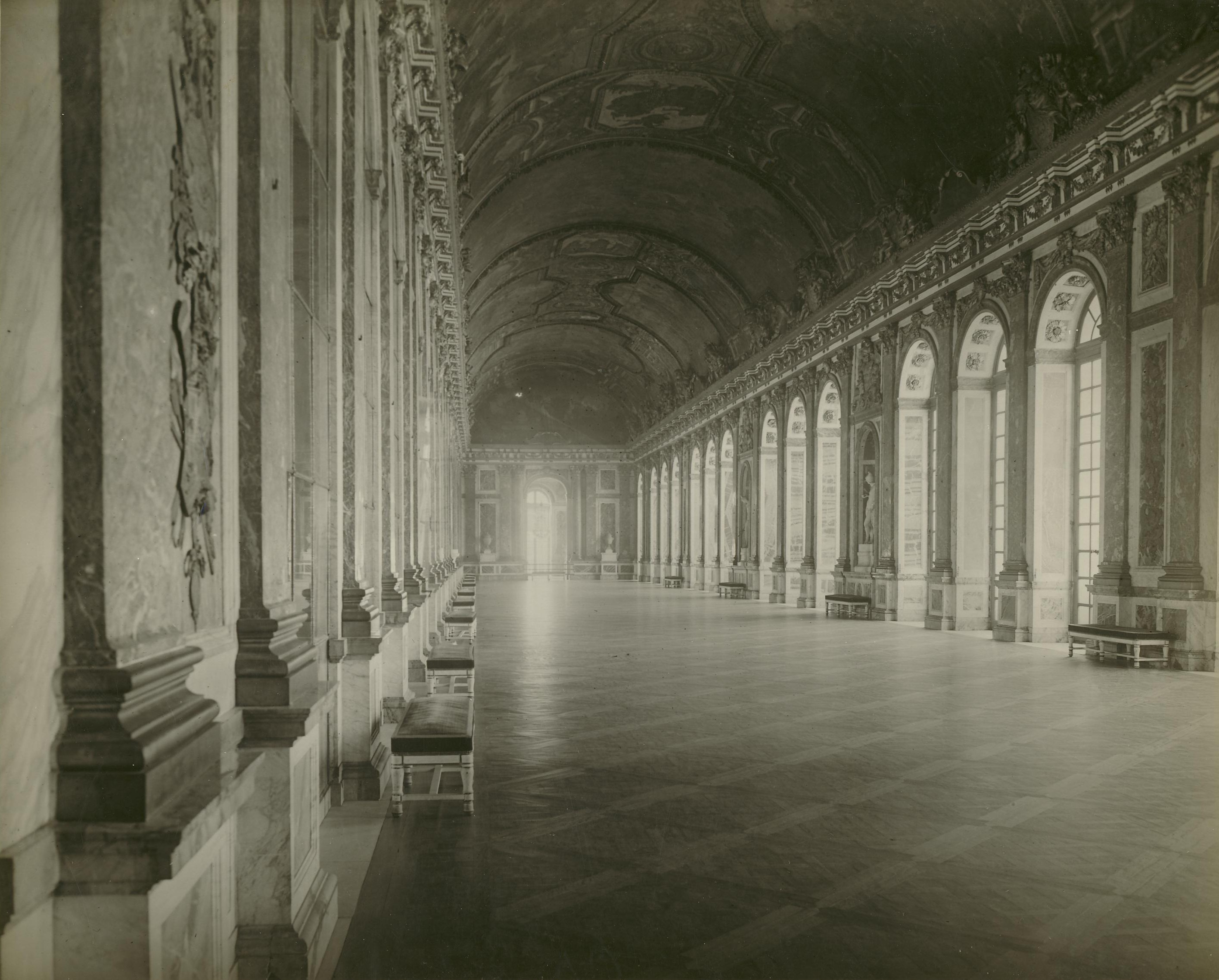
La galerie, vidée, en 1919.

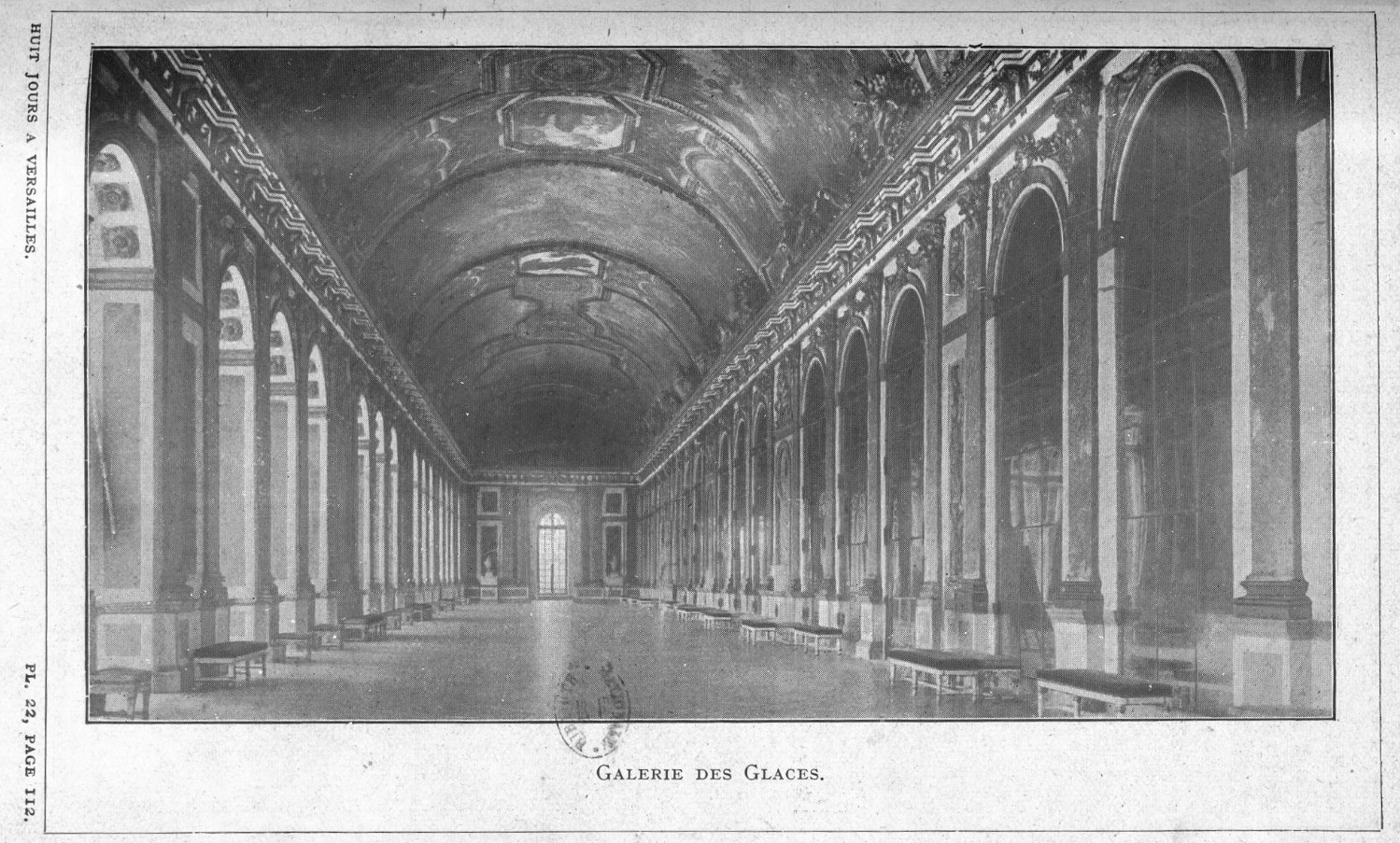
La galerie des glaces vers 1920.

La galerie des Glaces a fait l'objet de nombreuses restaurations. Elle a été laissée à l'abandon peu après la Révolution française, se dégradant rapidement. Louis XVIII la remet en état à partir de 1814-1815. Les miroirs sont repolis et réétamés en 1820. Les peintures sont nettoyées et restaurées entre 1825 et 1832, puis une nouvelle fois entre 1949 et 1952. En 1980, la galerie est remeublée.
Un nouveau programme de restauration de la galerie des Glaces, commencé en juillet 2004 sous la direction de Frédéric Didier, architecte en chef des monuments historiques, s'est achevé en juin 2007. Il s'agit du plus vaste projet pour ce site. Son coût, de l'ordre de 12 millions d'euros, fut pris en charge financièrement par le Groupe Vinci qui utilisa à cette occasion les ressources techniques de certaines de ses filiales :

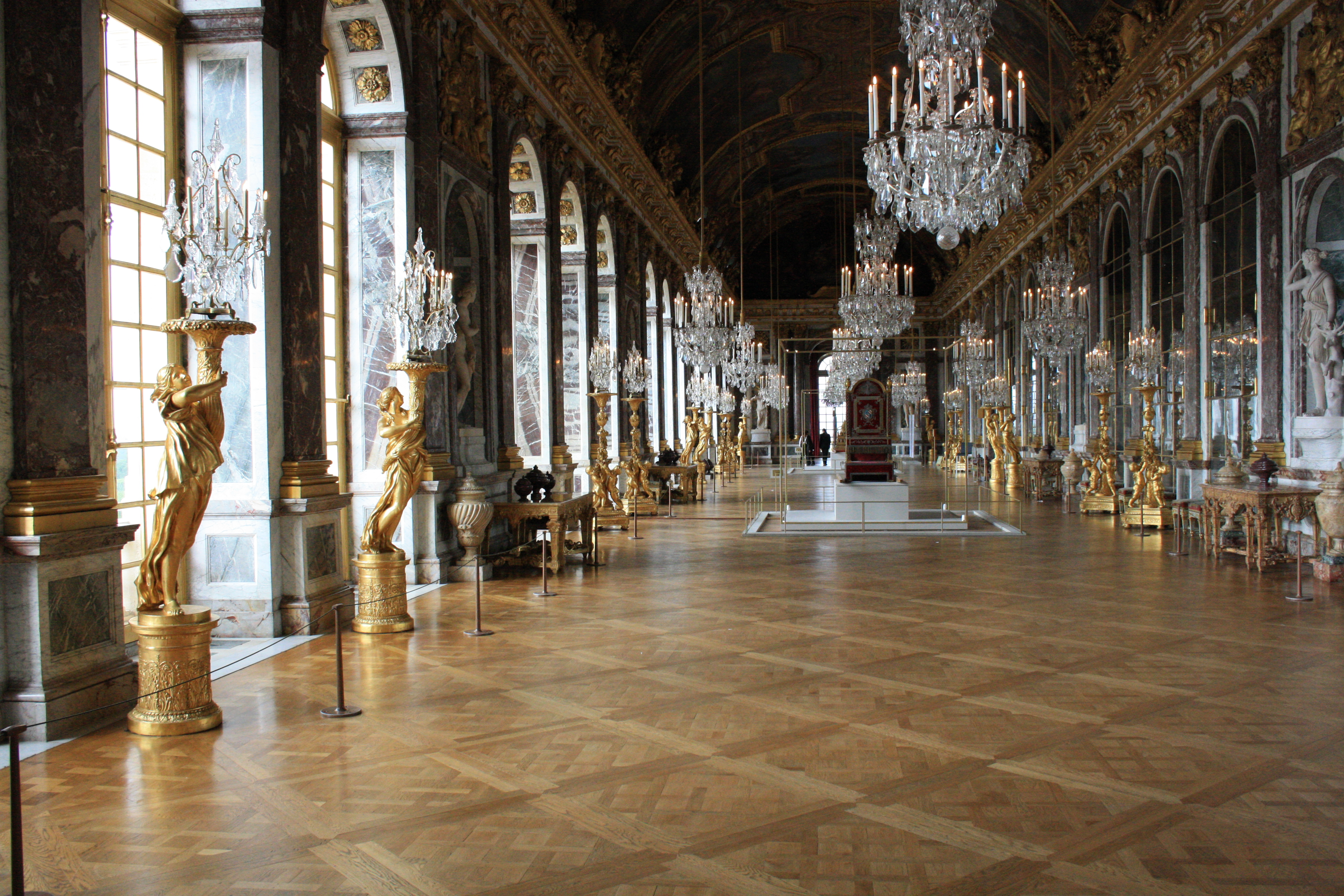
Le parquet rénové de la galerie des Glaces.

- les marbres sont consolidés, leurs trous rebouchés et retouchés, l'ensemble est repoli après restauration ;
- les plafonds, consolidés et décrassés, voient leurs peintures retouchées ;
- les miroirs, déposés et renforcés, sont remplacés par d'autres miroirs au mercure de réemploi lorsque leur état le nécessite ;
- les boiseries, bronzes et éclairages sont rénovés ;
- le plancher, soumis à usure prononcée par le passage des visiteurs, est déposé par travées et restauré. Lors de sa dépose, les réseaux électriques rénovés sont encastrés dans son support ;
- le mobilier et la statuaire (pour partie en dépôt du musée du Louvre) sont remis en place ;
- les lustres ont été dotés d'ampoules spéciales donnant l'apparence d'une flamme de bougie ;
- un éclairage d'appoint est également mis en place pour mettre en valeur l'ensemble de la voûte.

Les miroirs sont pour 70 % d'époque, pour 30 % mal restaurés au XIXe siècle, ces derniers ayant été remplacés par des miroirs anciens.